# Ať jedí koláče
„Když nemají chleba, ať jedí koláče.“ je obecně rozšířený překlad francouzského citátu „Ils n'ont pas de pain? Qu'ils mangent de la brioche!“. Přesnějším překladem je „... ať jedí briošky“, které byly ve své době luxusním pečivem. Výrok je chybně připisovaný francouzské královně Marii Antoinettě (1755–1793), původem rakouské manželce Ludvíka XVI. (1754–1793). V době finančního rozkladu a tíživého nedostatku potravin ve Francii mohl přispět k rozhodnutí lidu královský pár v době Velké francouzské revoluce popravit.
Jedná se ve skutečnosti o výrok, který Jean-Jacques Rousseau uvedl ve své knize Vyznání (1767) a připisoval jej neurčitě „velké princezně“. Obecně jde ale o prvek lidové tvorby a jako námět se objevoval už v lidových písních.
Výrok se v přeneseném významu používá jako narážka odtržení od naprosto zjevné reality a odkazuje na neschopnost osoby rozdávající nepoužitelné rady vcítit se do života strádajících a problémů druhých osob všeobecně. Narážky na tento výrok se objevují v mnoha dílech i hudebních textech a používají jej i politici k lacinému zesměšnění oponenta.
V moderní kultuře se objevuje také jako označení různých děl:
- Ať jedí koláče (minisérie) – britský televizní sitcom z roku 1999
- Ať jedí koláče (Dr. House) – epizoda z amerického seriálu Dr. House (10. díl 5. řady z roku 2008)